# Hagaparken
59°21′33.689″N 18°2′9.4056″Ø / 59.35935806°N 18.035946000°Ø
Hagaparken er en engelskinspireret park på området Haga i Solna kommune i Stockholm, beliggende ved Brunnsviken. Parken blev bygget for kong Gustav 3. af Sverige i årene 1780–1797 af flere forskellige arkitekter. Den kaldes også Gustavianska Parken. Den ligger vid Brunnsvikens vestlige bred, og strækker sig fra Stallmästaregården i syd (tæt ved Stockholms innerstads nordlige udkant) til Frösundavik mod nord. I parken ligger, ud over den tidligere kongelige bolig Haga slott, også pavilloner, et tempel og kiosk. Parken har et areal på 144 hektar og indgår i sin helhed i Kungliga nationalstadsparken.

## Eksterne kilder og henvisninger
1. ↑  "Ifølge www.nationalstadsparken.org". Arkiveret fra originalen 14. marts 2012. Hentet 7. februar 2013.

- Wikimedia Commons har flere filer relateret til Hagaparken